# 1858
| [ Edytuj tabelę ]              | |
| Król Polski (tytularny)        | - 1855 Aleksander II Romanow 1881 |
| Emir Afganistanu               | - 1842 Dost Mohammad Chan 1863 |
| Współksiążęta Andory           | - 1853 Josep Caixal i Estradé 1879 - 1848 Karol Ludwik Napoleon Bonaparte 1870                                                               |
| Prezydent Argentyny            | - 1852 gen. Justo José de Urquiza 1860 |
| Cesarz Austrii                 | - 1848 Franciszek Józef I 1916 |
| Król Bawarii                   | - 1848 Maksymilian II 1864 |
| Król Belgów                    | - 1831 Leopold I 1865 |
| Premier Belgii                 | - 1857 Charles Rogier 1868 |
| Prezydent Boliwii              | - 1857 José María Linares 1861 |
| Cesarz Brazylii                | - 1831 Pedro II 1889 |
| Sułtan Brunei                  | - 1852 Abdul Momin 1885 |
| Prezydent Chile                | - 1851 Manuel Montt 1861 |
| Cesarz Chin                    | - 1850 Xianfeng 1861 |
| Król Czech                     | - 1848 Franciszek Józef I 1916 |
| Król Danii                     | - 1848 Fryderyk VII 1863 |
| Premier Danii                  | - 1857 Carl Christian Hall 1859 |
| Dalajlama                      | - 1857 Trinlej Gjaco 1875 |
| Prezydent Dominikany           | - 1856 Buenaventura Báez 1858 - 1858 José Desiderio Valverde 1858 - 1858 Pedro Santana 1861                                                  |
| Władca Egiptu                  | - 1854 Sa’id Pasza 1863 |
| Premier Egiptu                 | - 1857 Zulfikar Pasza 1858 - 1858 Mustafa Pasza 1861                                                                                         |
| Prezydent Ekwadoru             | - 1856 Francisco Robles 1859 |
| Cesarz Etiopii                 | - 1855 Teodor II 1868 |
| Cesarz Francuzów               | - 1852 Napoleon III 1870 |
| Król Grecji                    | - 1831 Otton I 1862 |
| Prezydent Gwatemali            | - 1851 Rafael Carrera y Turcios 1865 |
| Cesarz Haiti                   | - 1849 Faustyn I 1859 |
| Król Hawajów                   | - 1854 Kamehameha IV 1863 |
| Król Hiszpanii                 | - 1833 Izabela II 1868 |
| Król Holandii                  | - 1849 Wilhelm III 1890 |
| Premier Holandii               | - 1856 Justinus van der Brugghen 1858 - 1858 Jan Jacob Rochussen 1860                                                                        |
| Prezydent Hondurasu            | - 1856 José Santos Guardiola Bustillo 1862                                                                                                   |
| Szach Iranu                    | - 1848 Naser ad-Din Szah 1896 |
| Państwo Wielkich Mogołów       | - 1837 Bahadur Szah II 1858 |
| Król Irlandii                  | - 1837 Wiktoria Hanowerska 1901 |
| Cesarz Japonii                 | - 1846 Kōmei 1866 |
| Kalif                          | - 1839 Abdülmecid I 1861 |
| Emir Kataru                    | - 1847 Muhammad ibn Sani 1878 |
| Prezydent Kolumbii             | - 1857 Mariano Ospina Rodríguez 1861 |
| Patriarcha Konstantynopola     | - 1855 Cyryl VII 1860 |
| Prezydent Kostaryki            | - 1849 Juan Rafael Mora Porras 1859 |
| Emir Kuwejtu                   | - 1814 Dżabir I 1859 |
| Prezydent Liberii              | - 1856 Stephen Allen Benson 1864 |
| Książę Liechtensteinu          | - 1836 Alojzy II 1858 - 1858 Jan II Dobry 1929                                                                                               |
| Wielki książę Luksemburga      | - 1849 Wilhelm III 1890 |
| Premier Luksemburga            | - 1853 Charles-Mathias Simons 1860 |
| Sułtan Maroka                  | - 1822 Abd ar-Rahman 1859 |
| Prezydent Meksyku              | - 1858 Félix María Zuloaga 1858 - 1858 Manuel Robles Pezuela 1859                                                                            |
| Książę Monako                  | - 1856 Karol III 1889 |
| Król Nawarry                   | - 1848 Napoleon I 1870 |
| Król Nepalu                    | - 1847 Surendra 1881 |
| Premier Nepalu                 | - 1857 Jang Bahadur Rana 1877 |
| Prezydent Nikaragui            | - 1857 Tomás Martínez 1867 |
| Król Norwegii                  | - 1844 Oskar I 1859 |
| Premier Nowej Zelandii         | - 1856 Edward Stafford 1861 |
| Sułtan Omanu                   | - 1856 Suwajni ibn Sa’id 1866 |
| Papież                         | - 1846 Pius IX 1878 |
| Prezydent Paragwaju            | - 1844 Carlos Antonio López 1862 |
| Książę Parmy i Piacenzy        | - 1854 Robert 1859 |
| Prezydent Peru                 | - 1855 Ramón Castilla 1862 |
| Król Portugalii                | - 1853 Piotr V 1861 |
| Król Prus                      | - 1840 Fryderyk Wilhelm IV 1861 |
| Car Rosji                      | - 1855 Aleksander II 1881 |
| Król Saksonii                  | - 1854 Jan Wettyn 1873 |
| Prezydent Salwadoru            | - 1856 Rafael Campo 1858 - 1858 Lorenzo Zepeda (p.o.) 1858 - 1858 Miguel Santín del Castillo 1860                                            |
| Kapitanowie Regenci San Marino | - 1857 Settimio Belluzzi Giacomo Berti 1858 - 1858 Francesco Guidi Giangi Marino Malpeli 1858 - 1858 Filippo Belluzzi Pasquale Marcucci 1859 |
| Książę Serbii                  | - 1842 Aleksander Karadziordziewić 1858 - 1858 Miłosz I Obrenowić 1860                                                                       |
| Król Sardynii                  | - 1849 Wiktor Emanuel II 1861 |
| Prezydent Szwajcarii           | - 1858 Jonas Furrer 1858 |
| Król Szwecji                   | - 1844 Oskar I 1859 |
| Król Tajlandii                 | - 1851 Mongkut 1868 |
| Sułtan Turków                  | - 1839 Abdülmecid I 1861 |
| Prezydent Urugwaju             | - 1853 Fructuoso Rivera 1859 - 1856 Gabriel Antonio Pereira 1860                                                                             |
| Prezydent USA                  | - 1857 James Buchanan 1861 |
| Prezydent Wenezueli            | - 1855 José Tadeo Monagas 1858 - 1858 Pedro Gual Escandón 1858 - 1858 Julián Castro 1859                                                     |
| Król Węgier                    | - 1848 Franciszek Józef I 1916 |
| Monarcha Wielkiej Brytanii     | - 1837 Wiktoria 1901 |
| Premier Wielkiej Brytanii      | - 1855 Henry Temple 1858 - 1858 Edward Stanley 1859                                                                                          |
| Cesarz Wietnamu                | - 1847 Tự Đức 1883 |

Rok 1858 / MDCCCLVIII
stulecia: XVIII wiek ~
XIX wiek ~
XX wiek

dziesięciolecia:
1820–1829 •
1830–1839 •
1840–1849 •
1850–1859
• 1860–1869
• 1870–1879
• 1880–1889

lata: 1848 «
1853 «
1854 «
1855 «
1856 «
1857 «
1858
» 1859
» 1860
» 1861
» 1862
» 1863
» 1868

## Wydarzenia w Polsce
- 1 stycznia – premiera Halki Stanisława Moniuszki.
- 19 stycznia – spłonął Zamek w Raciborzu.
- 24 kwietnia – wielki pożar zniszczył doszczętnie Ząbkowice Śląskie (wówczas Frankenstein).
- 20 września – Warszawa: odbyła się prapremiera opery Flis Stanisława Moniuszki.

## Wydarzenia na świecie
- 14 stycznia – w Paryżu miał miejsce nieudany zamach bombowy na jadącego do teatru cesarza Napoleona III. Zginęło 12 osób, a 156 zostało rannych.
- 25 stycznia – na ślubie córki królowej Wiktorii po raz pierwszy zabrzmiał Marsz weselny Feliksa Mendelssohna-Bartholdy’ego.
- 11 lutego – we francuskim Lourdes miało miejsce pierwsze objawienie Matki Bożej Bernadecie Soubirous.
- 13 lutego – Richard Francis Burton i John Hanning Speke jako pierwsi Europejczycy dotarli do jeziora Tanganika.
- 21 lutego – trzęsienie ziemi zniszczyło miasto Korynt na Peloponezie.
- 15 marca – w Monako ustanowiono Order Świętego Karola.
- 18 marca – Jan Jacob Rochussen został premierem Holandii.
- 28 marca – oddano do użytku Chelsea Bridge w Londynie.
- 30 marca – Amerykanin Hymen Lipman z Filadelfii opatentował ołówek.
- 4 kwietnia – niemiecki astronom Robert Luther odkrył planetoidę (53) Kalypso.
- 11 kwietnia – na terenach dzisiejszych Kolumbii i Panamy została utworzona Konfederacja Granady.
- 1 maja – wojna czarnogórsko-turecka: zwycięstwo wojsk czarnogórskich w bitwie pod Grahovacem.
- 5 maja – otwarto połączenie kolejowe (dziś zw. Abbey Line) pomiędzy St Albans Abbey a Watford Junction w Anglii.
- 11 maja – USA: Minnesota jako 32. stan dołączyła do Unii.
- 14 maja – John McDouall Stuart rozpoczął pierwszą podróż przez Australię, od południowego wybrzeża do brzegów Pacyfiku na północy.
- 20 maja – II wojna opiumowa: Brytyjczycy zdobyli forty Dagu u ujścia rzeki Hai He w Tiencinie.
- Czerwiec – po przegranej Chin w pierwszej wojnie opiumowej w Tiencinie podpisano traktat (otwarcie tutejszego portu na zagraniczny handel).
- 2 czerwca – została odkryta Kometa Donatiego.
- 3 czerwca – Francis Thomas Gregory jako pierwszy Europejczyk wszedł na szczyt największego skalnego monolitu świata w Australii Zachodniej, któremu na cześć swego starszego brata, podróżnika i odkrywcy Augustusa Charlesa nadał nazwę Mount Augustus.
- 13 czerwca – na rzece Missisipi pod Memphis zatonął w wyniku wybuchu kotła parowiec Pennsylvania z około 250 osobami na pokładzie.
- 28 lipca – Pedro Santana został po raz czwarty prezydentem Dominikany.
- 29 lipca – Japonia i Stany Zjednoczone podpisały pierwszy traktat handlowy.
- 3 sierpnia – John Hanning Speke odkrył Jezioro Wiktorii.
- 5 sierpnia – pomiędzy Europą a Ameryką został wysłany pierwszy telegram.
- 16 sierpnia – królowa Wiktoria i prezydent James Buchanan zainaugurowali oficjalnie działalność transatlantyckiego kabla telegraficznego, wymieniając telegramy z pozdrowieniami. Miesiąc później kabel, wskutek zastosowania zbyt wysokiego napięcia, uległ zniszczeniu.
- 10 września – George Mary Searle odkrył asteroidę (55) Pandora.
- 21 października – w Paryżu w teatrze „Bouffes Parisiens” odbyła się premiera operetki Orfeusz w piekle Jacques’a Offenbacha.
- 12 listopada – Jan II Dobry został księciem Liechtensteinu.
- 22 listopada – założono Denver w Kolorado.

- Karol Darwin i Wallace zaprezentowali dwie niezależnie powstałe, ale podobne teorie ewolucji.
- Sojusz Francji i Włoch w Plombieres (Francja otrzymała Niceę i Sabaudię).
- Wielki Smród – katastrofa ekologiczna na Tamizie (czerwiec-sierpień).
- Z powodu choroby psychicznej króla Fryderyka Wilhelma IV jego brat Wilhelm został regentem Królestwa Pruskiego.

## Urodzili się
- 1 stycznia – Hermann Oppenheim, niemiecki neurolog (zm. 1919)
- 4 stycznia – Carter Glass, amerykański polityk, senator ze stanu Wirginia (zm. 1946)
- 23 stycznia – Oswald Balzer, historyk prawa i ustroju Polski, autor Genealogii Piastów (zm. 1933)
- 28 stycznia – Eugène Dubois, holenderski lekarz, antropolog, anatom i geolog (zm. 1940)
- 5 lutego – Ekaterine Geladze, Gruzinka, matka Józefa Stalina (zm. 1937)
- 9 lutego – Richard Paltauf, austriacki patolog, bakteriolog, wykładowca akademicki (zm. 1924)
- 10 lutego – Alicja Grimaldi, księżna Monako (zm. 1925)
- 11 lutego – Antoni Julian Nowowiejski, biskup płocki, męczennik, błogosławiony katolicki (zm. 1941)
- 15 lutego – William Henry Pickering, amerykański astronom (zm. 1938)
- 24 lutego – Maria Larisch, austriacka arystokratka (zm. 1940)
- 5 marca – Isydora Nawrocka, ukraińska pisarka (zm. 1952)
- 14 marca – Paul Knötel, niemiecki historyk sztuki, nauczyciel i publicysta (zm. 1934)[1]
- 17 marca – Harald Molander, szwedzki pisarz, autor, reżyser i tłumacz (zm. 1900)
- 18 marca – Rudolf Diesel, niemiecki konstruktor, twórca silnika wysokoprężnego, nazywanego od jego nazwiska silnikiem Diesla. (zm. 1913)
- 28 marca – Józef Siemiradzki, polski geolog, paleontolog (zm. 1933)
- 1 kwietnia – Kolumba Marmion, irlandzki benedyktyn, błogosławiony katolicki (zm. 1923)
- 2 kwietnia – Alfons Szczerbiński, polski kompozytor muzyki klasycznej (zm. 1895)
- 5 kwietnia – Wincenty Głębocki, polski duchowny katolicki, pedagog (zm. 1903)
- 8 kwietnia – Jan Styka, polski malarz, ilustrator książkowy (zm. 1925)
- 16 kwietnia – Stanisław Barcewicz, polski skrzypek, dyrygent (zm. 1929)
- 23 kwietnia – Max Planck, niemiecki fizyk (zm. 1947)
- 3 maja – Kolumba Gabriel, polska zakonnica, założycielka Benedyktynek od Miłości, błogosławiona katolicka (zm. 1926)
- 14 maja – Anthon van Rappard, holenderski malarz, rysownik (zm. 1892)
- 23 maja – Anna Wahlenberg, szwedzka pisarka (zm. 1933)
- 27 maja – Klara Bosatta, włoska zakonnica, założycielka Córek Matki Bożej Opatrzności, błogosławiona katolicka (zm. 1887)
- 7 czerwca – Ernő Jendrassik, węgierski neurolog, wykładowca akademicki (zm. 1921)
- 27 czerwca – Hamilton Goold-Adams, brytyjski wojskowy, administrator kolonialny pochodzenia irlandzkiego (zm. 1920)
- 28 czerwca – Jean-Charles Arnal du Curel, francuski duchowny katolicki, biskup Monako (zm. 1915)
- 21 lipca – Maria Krystyna, królowa i regentka Hiszpanii (zm. 1929)
- 26 lipca – Ferdinand Albin Pax, niemiecki botanik związany z Uniwersytetem Wrocławskim (zm. 1942)
- 1 sierpnia:
  - Zygmunt Zieliński, polski generał, pułkownik w wojsku austriackim (zm. 1925)
  - Paul Barth, niemiecki filozof i pedagog (zm. 1922)
- 2 sierpnia – August Franciszek Czartoryski, polski salezjanin, błogosławiony katolicki (zm. 1893)
- 6 sierpnia – Jan Kanty Federowicz, polski działacz samorządowy, prezydent Krakowa (zm. 1924)
- 15 sierpnia:
  - Michael Hainisch, austriacki prawnik, polityk, prezydent Austrii (zm. 1940)
  - Edith Nesbit, brytyjska pisarka (zm. 1924)
- 21 sierpnia – austriacki arcyksiążę Rudolf (zm. 1889)
- 24 sierpnia – Wacław Sieroszewski (pseudonim: „Wacław Sirko”), polski pisarz (zm. 1945)
- 6 września – Tomasz Drobnik, polski chirurg, działacz społeczny (zm. 1901)
- 8 września – Edward Windakiewicz, polski inżynier technolog górnictwa (zm. 1942)
- 9 września – Stanisław Grochowicz, polski architekt, inżynier budownictwa (zm. 1938)
- 13 września – Rudolf Zuber, polski geolog i podróżnik, specjalista ds. poszukiwań złóż ropy naftowej (zm. 1920)
- 15 września – Karol de Foucauld, francuski trapista, misjonarz, błogosławiony katolicki (zm. 1916)
- 16 września – Andrew Bonar Law, brytyjski polityk, premier Wielkiej Brytanii (zm. 1923)
- 12 października:
  - Jan Biziel, polski lekarz, działacz społeczny, Honorowy Obywatel Bydgoszczy (zm. 1934)
  - Cipriano Castro, wenezuelski generał, polityk, prezydent Wenezueli (zm. 1924)
  - Pietro Maffi, włoski duchowny katolicki, arcybiskup Pizy, kardynał (zm. 1931)
  - Władysław Szcześniak, polski duchowny katolicki, biskup pomocniczy warszawski (zm. 1926)
- 13 października – Cleto González Víquez, kostarykański adwokat, polityk, prezydent Kostaryki (zm. 1937)
- 15 października:
  - George Gordon Coulton, angielski historyk (zm. 1947)
  - William Sims, amerykański admirał (zm. 1936)
  - John L. Sullivan, amerykański bokser pochodzenia irlandzkiego (zm. 1918)
- 18 października – Nándor Filarszky, węgierski botanik, wykładowca akademicki (zm. 1941)
- 19 października:
  - George Albert Boulenger, brytyjski zoolog pochodzenia belgijskiego (zm. 1937)
  - Piotr Brukalski, polski architekt (zm. 1934)
- 22 października:
  - Tibor Hajdú, węgierski duchowny katolicki, benedyktyn, opat terytorialny Pannonhalma (zm. 1918)
  - Augusta Wiktoria von Schleswig-Holstein-Sonderburg-Augustenburg, królowa Prus, cesarzowa niemiecka (zm. 1921)
- 27 października:
  - Theodore Roosevelt, amerykański polityk, wiceprezydent i prezydent USA, laureat Pokojowej Nagrody Nobla (zm. 1919)
  - Waldemar, książę Danii (zm. 1939)
- 28 października – Teodoryk Balat, francuski franciszkanin, misjonarz, męczennik, święty katolicki (zm. 1900)
- 4 listopada – Aleksandra Słomińska, polska nauczycielka, działaczka społeczna (zm. 1954)
- 11 listopada – Alessandro Moreschi, włoski śpiewak (zm. 1922)
- 20 listopada – Selma Lagerlöf, szwedzka pisarka, noblistka (zm. 1940)
- 26 listopada – Katarzyna Maria Drexel, amerykańska zakonnica, założycielka Sióstr Najświętszego Sakramentu, święta katolicka (zm. 1955)
- 28 listopada – Gejza Bukowski von Stolzenburg, polski geolog, kartograf, paleontolog (zm. 1937)
- 7 grudnia:
  - George Neilson, szkocki historyk (zm. 1923)
  - Teofil Okunewski, ukraiński prawnik, polityk (zm. 1937)
  - Wiktor Past, polski generał dywizji (zm. 1924)
- 16 grudnia – Agnes Baden-Powell, brytyjska prekursorka skautingu wśród dziewcząt (zm. 1945)
- 31 grudnia – Vincas Kudirka, litewski poeta, kompozytor i działacz narodowy (zm. 1899)

- data dzienna nieznana: 
  - Maria Du Tian, chińska męczennica, święta katolicka (zm. 1900)
  - Theodor Wundt, zawodowy żołnierz, oficer armii pruskiej i niemieckiej, alpinista, taternik (zm. 1929)

## Święta ruchome
- Tłusty czwartek: 11 lutego
- Ostatki: 16 lutego
- Popielec: 17 lutego
- Niedziela Palmowa: 28 marca
- Wielki Czwartek: 1 kwietnia
- Wielki Piątek: 2 kwietnia
- Wielka Sobota: 3 kwietnia
- Wielkanoc: 4 kwietnia
- Poniedziałek Wielkanocny: 5 kwietnia
- Wniebowstąpienie Pańskie: 13 maja
- Zesłanie Ducha Świętego: 23 maja
- Boże Ciało: 3 czerwca